# Hirnyk (obwód doniecki)
Hirnyk (ukr. Гірник) – miasto w obwodzie donieckim Ukrainy.

## Historia
Założone decyzją władz radzieckich w 1938 roku jako Socmisteczko (Соцмістечко).
Podczas II wojny światowej, okupacja hitlerowska w Socmisteczku trwała od 20 października 1941 do 8 września 1943. Miejscowość wyzwoliły pododdziały 257 Dywizji Strzeleckiej.

## Demografia
- 2011 – 11 822
- 2024 – około 1000[3]